# Marc Weber (hockey sur glace)
Pour les articles homonymes, voir Marc Weber et Weber.
Marc Weber, né le 5 juillet 1973 à Bienne, est un joueur professionnel suisse de hockey sur glace.

## Carrière en club
- 1990-1994 : HC Bienne (LNA)
- 1994-1995 : HC Bienne (LNA) et Rapperswil-Jona Lakers (LNB)
- 1995-1998 : Rapperswil-Jona Lakers (LNA)
- 1998-2004 : CP Berne (LNA)
- 2004-2006 : Rapperswil-Jona Lakers (LNA)

## Carrière internationale
Il représente la Suisse au cours des compétitions suivantes :
Championnat d'Europe junior
- 1991

Championnat du monde junior
- 1992

## Palmarès
- Promotion en LNA en 1995 avec Rapperswil-Jona Lakers
- Champion Suisse LNA en 2004 avec le CP Berne